# هربرت بيترسون
هربرت بيترسون هو شخصية أعمال وسياسي أمريكي، (ولد في مقاطعة دور في الولايات المتحدة 1876  م). نشط حزبياً في الحزب الجمهوري. وقد انتخب عضو مجلس ولاية ويسكونسن ‏.